# Csontos

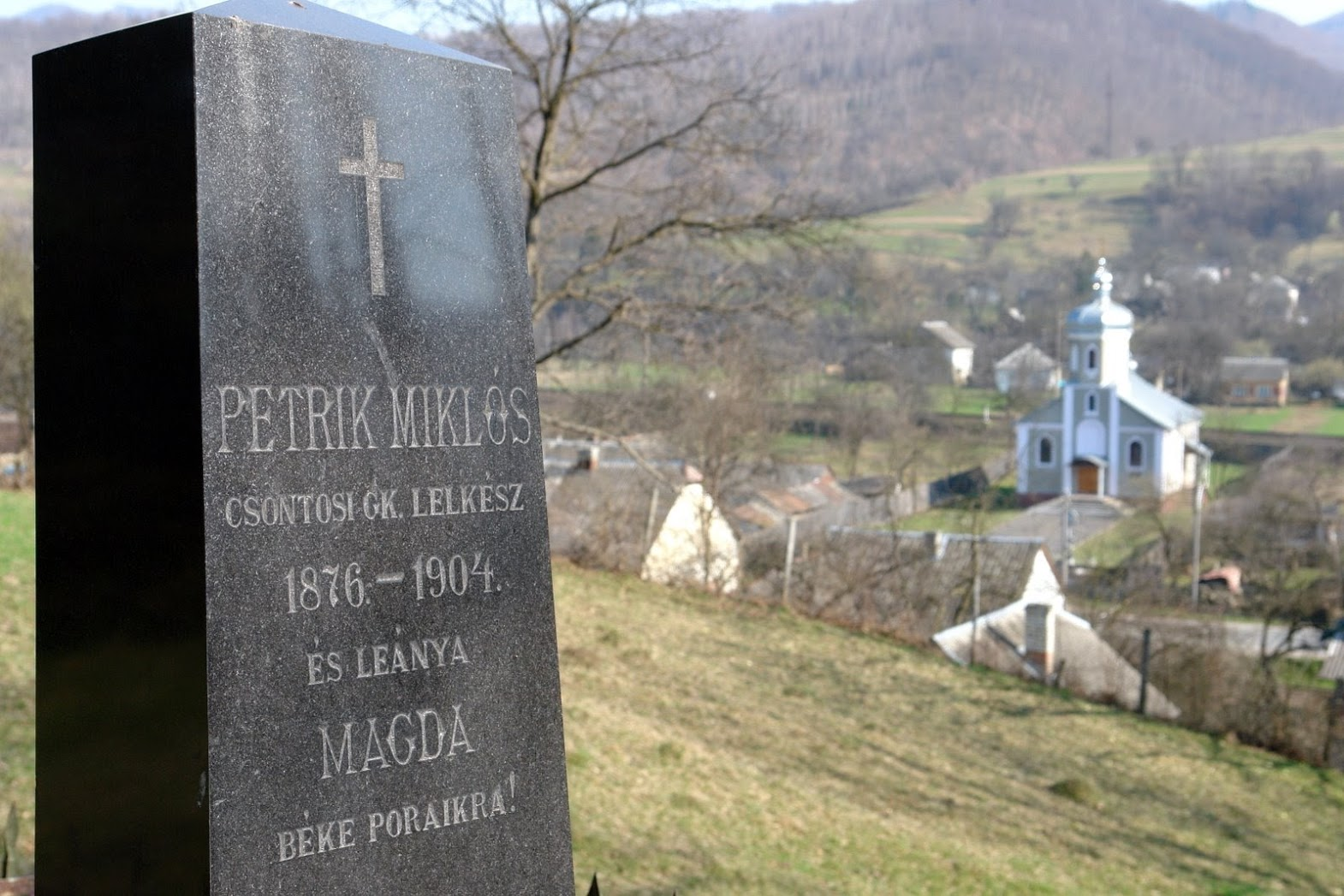
Kilátás a fatemplom mellől, 2009

Csontos (1899-ig Kosztrina, ukránul: Кострино [Kosztrino], szlovákul: Kostrina) falu Ukrajnában, Kárpátalján, az Ungvári járásban.

## Fekvése
Ungvártól 60 km-re északkeletre, az Ung partján fekszik.

## Története
A falu feletti dombon áll 1703-ban Kelet-Galiciából ide szállított görögkatolikus fatemploma.
1910-ben 1205 lakosából 112 magyar, 78 német, 1000 ruszin volt. Ebből 46 római katolikus, 1038 görögkatolikus, 98 izraelita volt.
A trianoni békeszerződésig Ung vármegye Nagybereznai járásához tartozott.
Népesség 992 fő (2025).

## Népesség
Többségben görögkatolikus ruszin falu.

| 1910 | 1 205 |
| 2001 | 1 085 |

A népesség anyanyelv szerinti megoszlása a teljes népesség %-ában (2001)

## Közlekedés
A települést érinti a Csap–Ungvár–Szambir–Lviv-vasútvonal.

## Nevezetességek
- Görögkatolikus fatemploma 1703-1761 között épült. Az épület hosszúhajós és centrális elrendezés keveredése, mely a ruszin faépítészet egyik jellemzője. A templom épületet körbefutó alacsony eresz szegélyezi, amely a bejárat előtt két oszlopra támaszkodik. Tetőzete hármas tagolódású. A bejárat felett emelkedő négyzetes, sátortetős torony után két lépcsőzetesen csökkenő magasságú pagodaszerű, szélesen elterülő tetőzettel folytatódik. Bejárata szépen faragott, ikonosztáza gazdagon díszített.